# Lucrezia Gonzaga
Lucrezia Gonzaga (née à Gazzuolo le 21 juillet 1522 et morte à Mantoue le 	
11 février 1576) est une écrivaine et dame italienne, fille de Pyrrhus de Gonzague, seigneur de Gazzuolo.

## Biographie
Lucrezia Gonzaga reçut la plus brillante éducation, apprit les langues anciennes, les lettres, les sciences,
et épousa, fort jeune encore, Jean Paul Manfroni, général au service de la république
de Venise. En 1546, Manfroni, compromis dans une conspiration, fut arrêté par ordre
du duc de Ferrare et condamné à la peine capitale. Lucrèce, après avoir obtenu une commutation
de peine, mit tout en œuvre pour rendre la liberté à son mari ; mais toutes
ses tentatives ayant échoué, elle résolut de partager sa captivité et vécut dans sa prison,
jusqu' à sa mort (1552). 
Les plus beaux esprits de l'Italie ont célébré à l’envi les mérites de Lucrèce de Gonzague. Doni a publié, sous le titre de Rime di diversi autori (Bologne, 1565, in-4°), un recueil de vers de divers auteurs, en l’honneur de cette femme distinguée, 

## Œuvres
- Lettere della molto illustre sig. la s.ra donna Lucretia Gonzaga da Gazuolo con gran diligentia raccolte, & a gloria del sesso feminile nuouamente in luce poste. Venice, 1552 (rassemblées par Ortensio Lando?)
- Lucrezia Gonzaga, Lettere. Vita quotidiana e sensibilità religiosa nel Polesine di metà ‘500, a cura di Renzo Bragantini e Primo Griguolo, Minelliana, Rovigo, 2009.

## Source
« Lucrezia Gonzaga », dans Pierre Larousse, Grand dictionnaire universel du XIXe siècle, Paris, Administration du grand dictionnaire universel, 15 vol., 1863-1890 [détail des éditions].